# Sialcote
Sialcote (em urdu: سيالكوٹ; romaniz.: Sialkot), a antiga Sagala, é uma cidade do Paquistão situada na província do Panjabe. Segundo censo de 2017, havia 655 852 habitantes.